# 1996년 8월
| 1996년: 1월 · 2월 · 3월 · 4월 · 5월 · 6월 · 7월 · 8월 · 9월 · 10월 · 11월 · 12월 |

| <          | 1996년 8월 | 1996년 8월 | 1996년 8월  | 1996년 8월  | 1996년 8월 | >          |
| 일         | 월         | 화         | 수          | 목          | 금         | 토         |
|            |            |            |             | 1 6.17 경오 | 2 18 신미  | 3 19 임신  |
| 4 20 계유  | 5 21 갑술  | 6 22 을해  | 7 23 병자   | 8 24 정축   | 9 25 무인  | 10 26 기묘 |
| 11 27 경진 | 12 28 신사 | 13 29 임오 | 14 7.1 계미 | 15 2 갑신   | 16 3 을유  | 17 4 병술  |
| 18 5 정해  | 19 6 무자  | 20 7 기축  | 21 8 경인   | 22 9 신묘   | 23 10 임진 | 24 11 계사 |
| 25 12 갑오 | 26 13 을미 | 27 14 병신 | 28 15 정유  | 29 16 무술  | 30 17 기해 | 31 18 경자 |

| 편집하기 |

## 1996년8월 28일
- 영국 왕세자 찰스와 왕세자비 다이애나 이혼.

## 1996년8월 26일
- 서울지방법원이 전두환, 노태우 두 전직대통령에게 반란·내란수괴죄 등으로 사형과 무기징역을 선고하다.

## 1996년8월 23일
- 대한민국과 엘살바도르, 비자면제협정을 체결하다.

## 1996년8월 13일
- 한총련이 연세대학교를 점거하여 시위를 벌이다.

## 1996년8월 12일
- 서울 지하철 5호선 영등포구간(까치산~여의도)이 개통되다.

## 1996년8월 4일
- 애틀랜타 올림픽이 폐막하다. 대한민국은 종합 10위를 기록하다.